# Manhattan Beach (Kalifornie)
Manhattan Beach je město (city) v okrese Los Angeles County ve státě Kalifornie ve Spojených státech amerických. Žije zde přibližně 36 tisíc obyvatel a je tvořené rezidenčními oblastmi. Leží na pobřeží Tichého oceánu v jižní části zálivu Santa Monica Bay. Město se nachází v jižní části okresu, 24 kilometrů jihozápadně od centra Los Angeles, a je součástí metropolitní oblasti Velké Los Angeles. Sousedí s městy El Segundo, Hawthorne, Redondo Beach a Hermosa Beach.

## Historie
Územím pozdějšího města Manhattan Beach procházela od roku 1888 železniční trať spojující Los Angeles, Inglewood a Redondo Beach (její trasu zachovává park mezi ulicemi North/South Valley Drive a North/South Ardmore Avenue). Roku 1901 zde na zakoupených pozemcích kolem pláže začalo vznikat nové město, které své jméno získalo podle newyorského Manhattanu. V letech 1902–1903 byla postavena meziměstská elektrická trať z Los Angeles přes Culver City a Playa del Rey, a dále po pobřeží do Redondo Beach, která byla na území Manhattan Beach vedena v trase dnešní promenády The Strand. Zástavba se úspěšně rozvíjela. Městská samospráva byla zřízena v roce 1912. V letech 1917–1920 bylo postaveno nové městské molo, které je od roku 1995 chráněnou historickou památkou jakožto nejstarší dochované železobetonové molo v jižní Kalifornii.

## Galerie

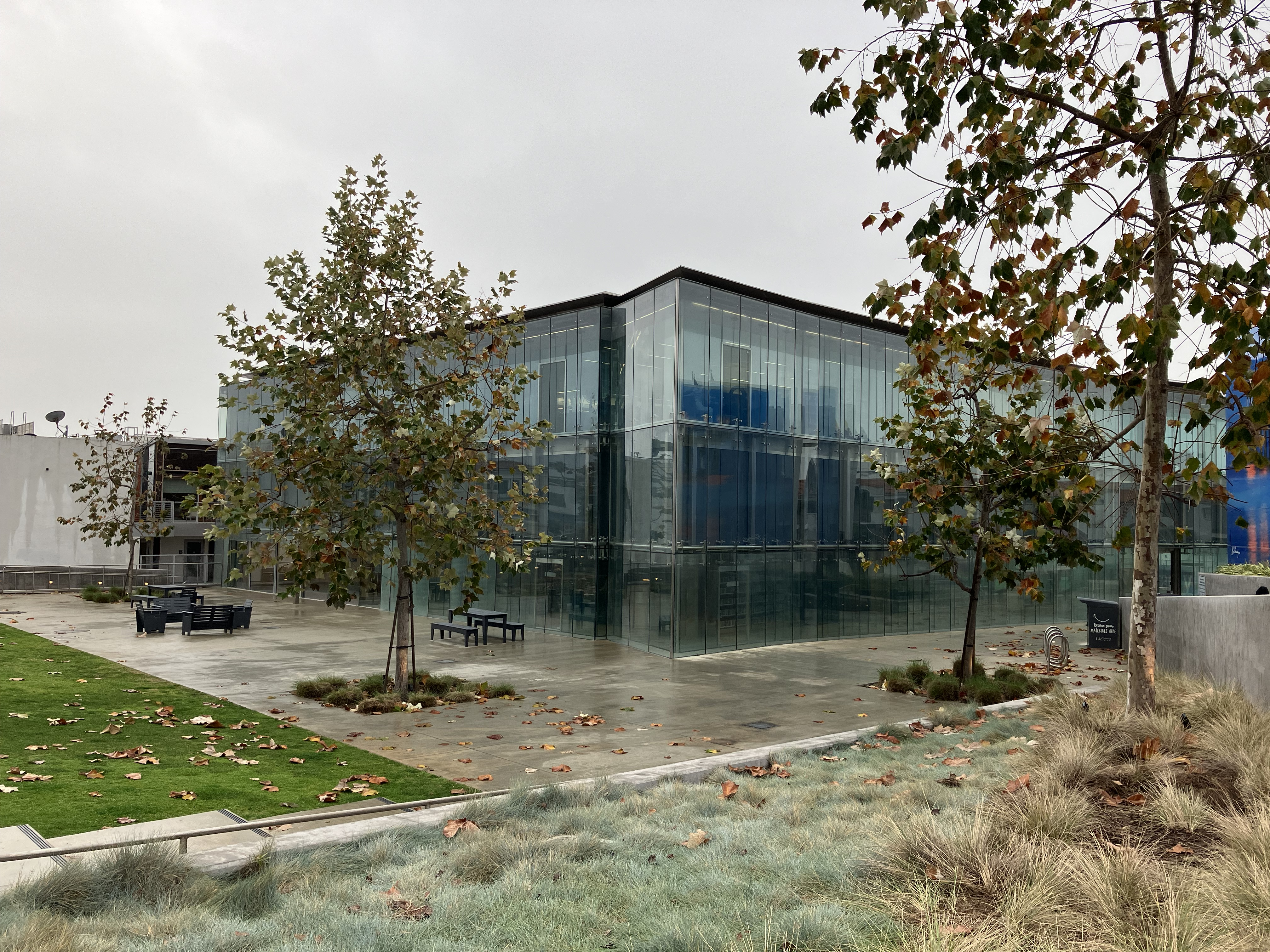
Veřejná knihovna
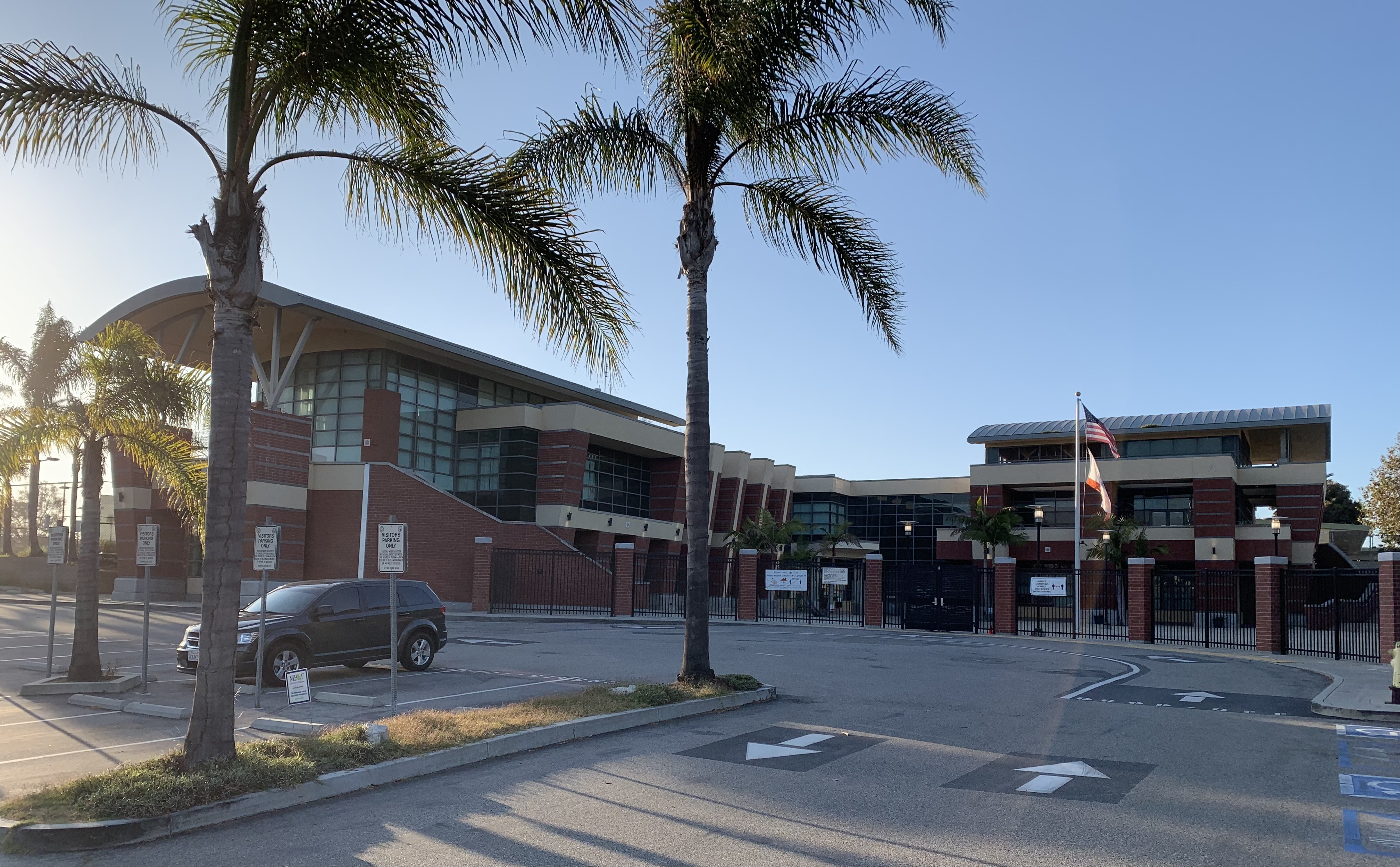
Střední škola Mira Costa High School
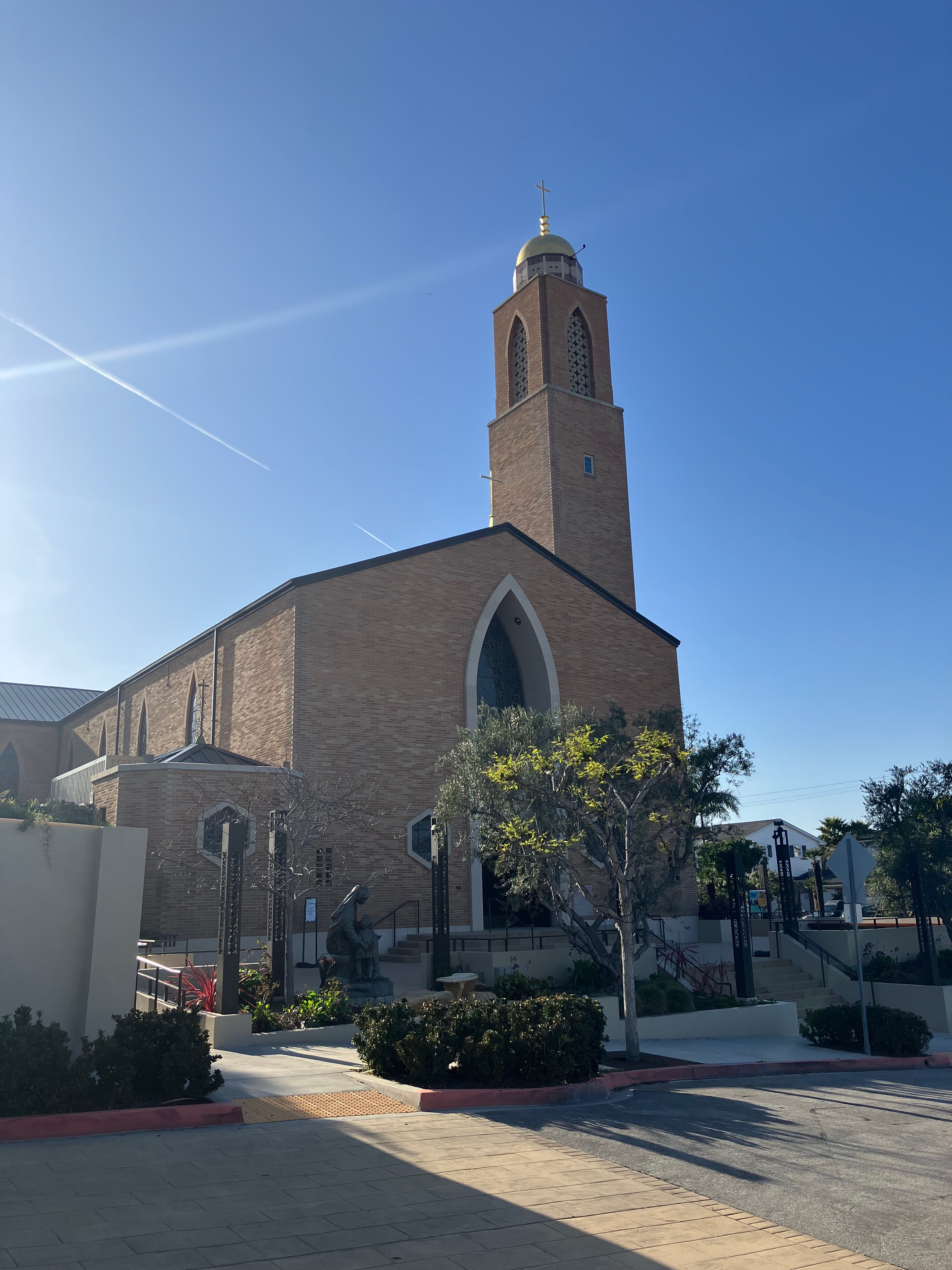
Katolický kostel Amerických mučedníků
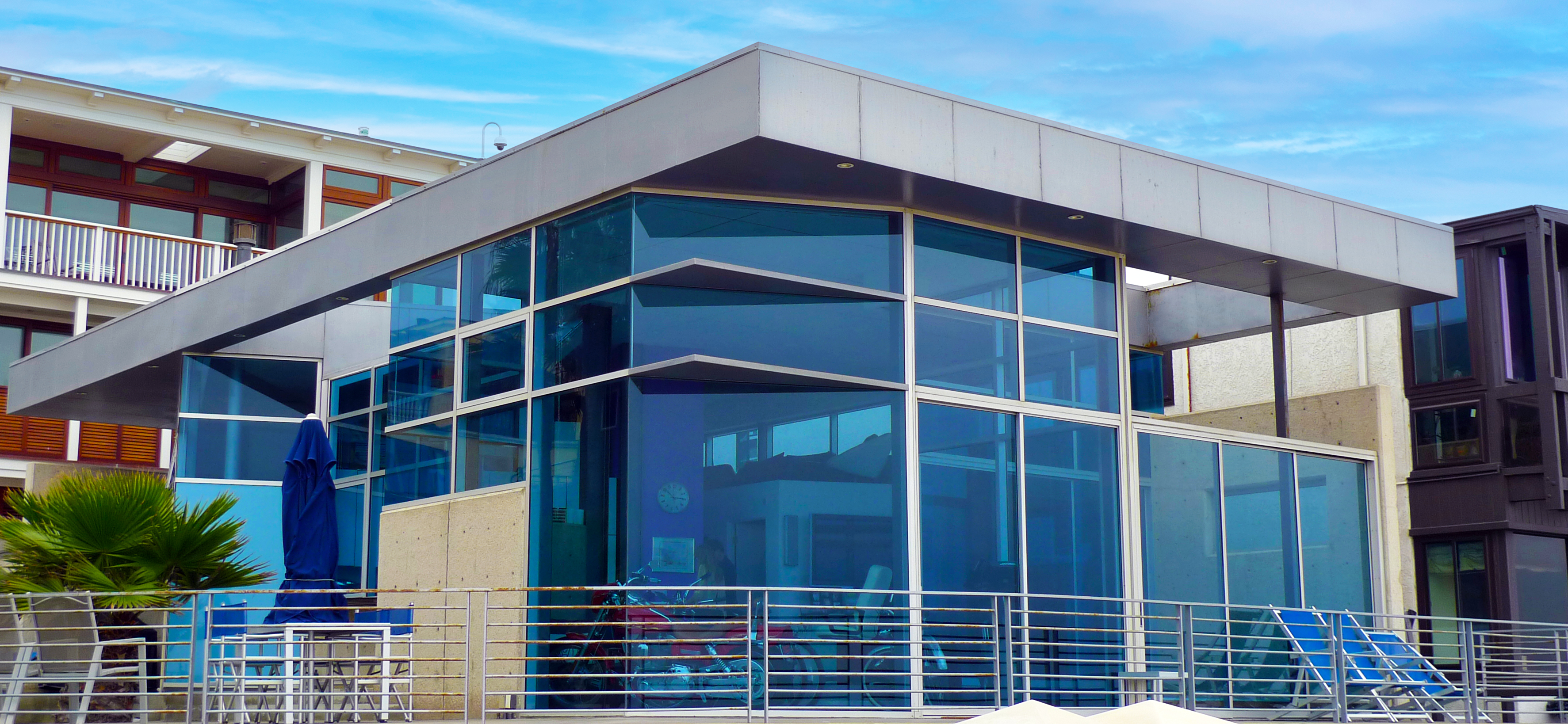
Moderní dům na promenádě
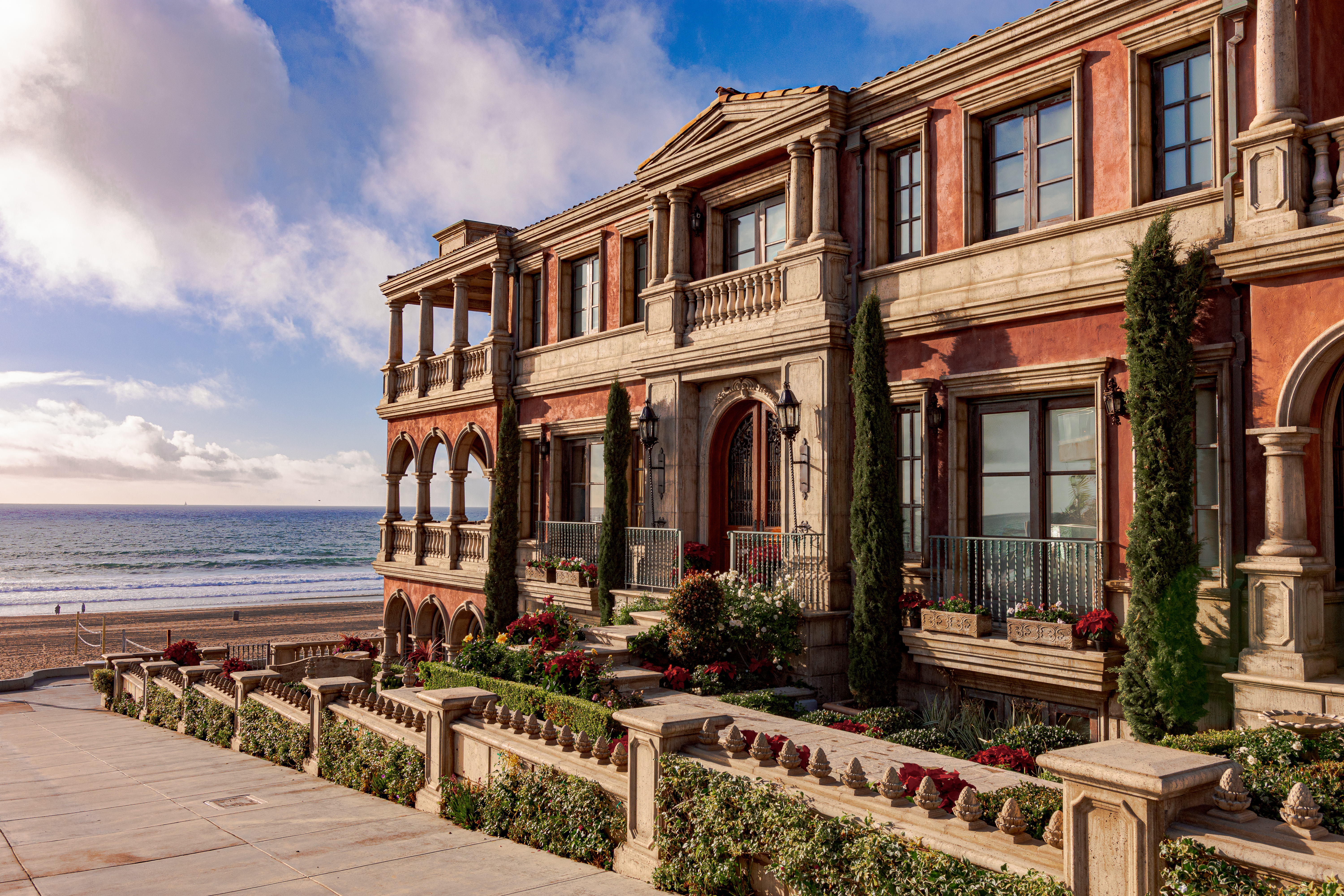
Rezidence na promenádě
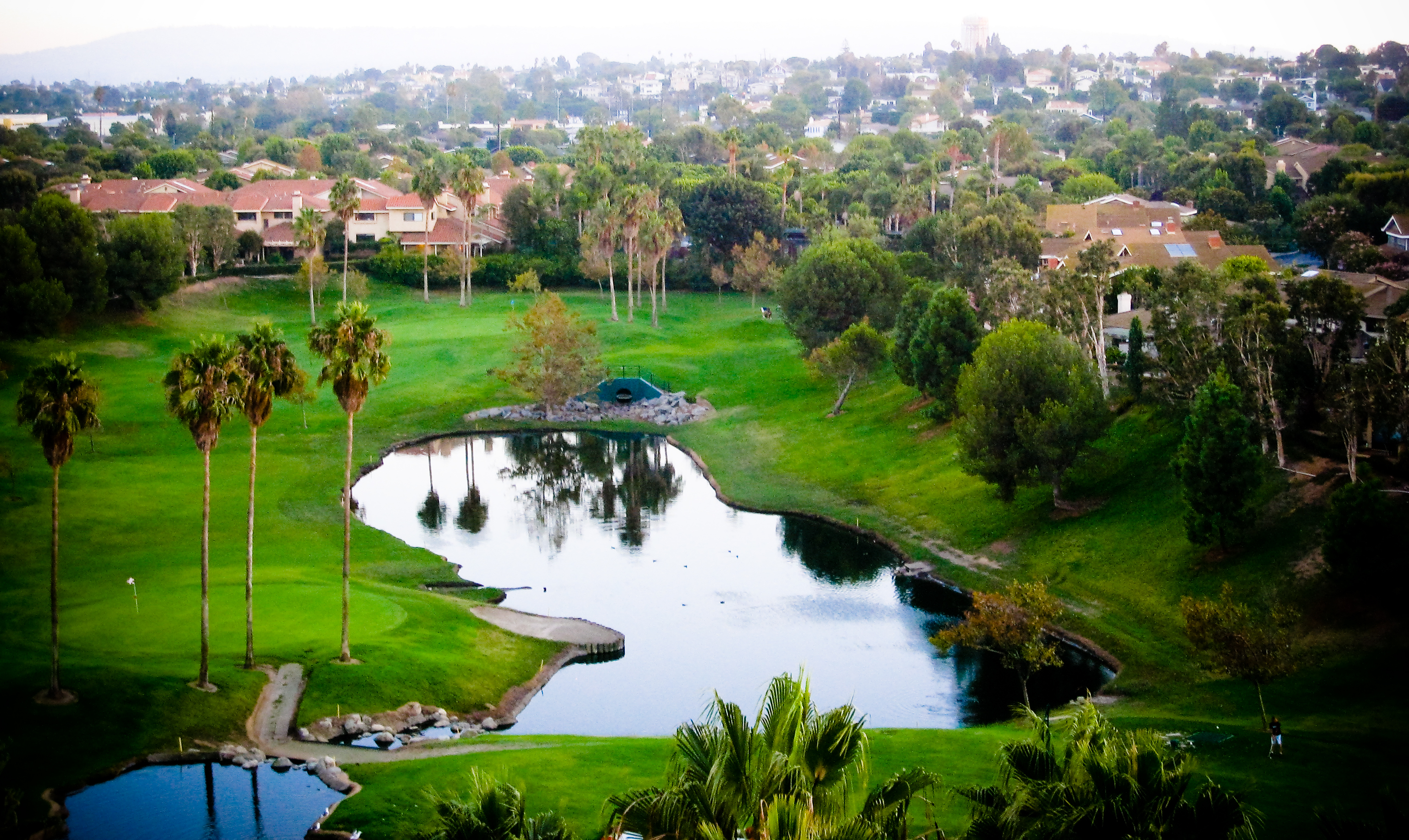
Golfové hřiště v rezidenční oblasti
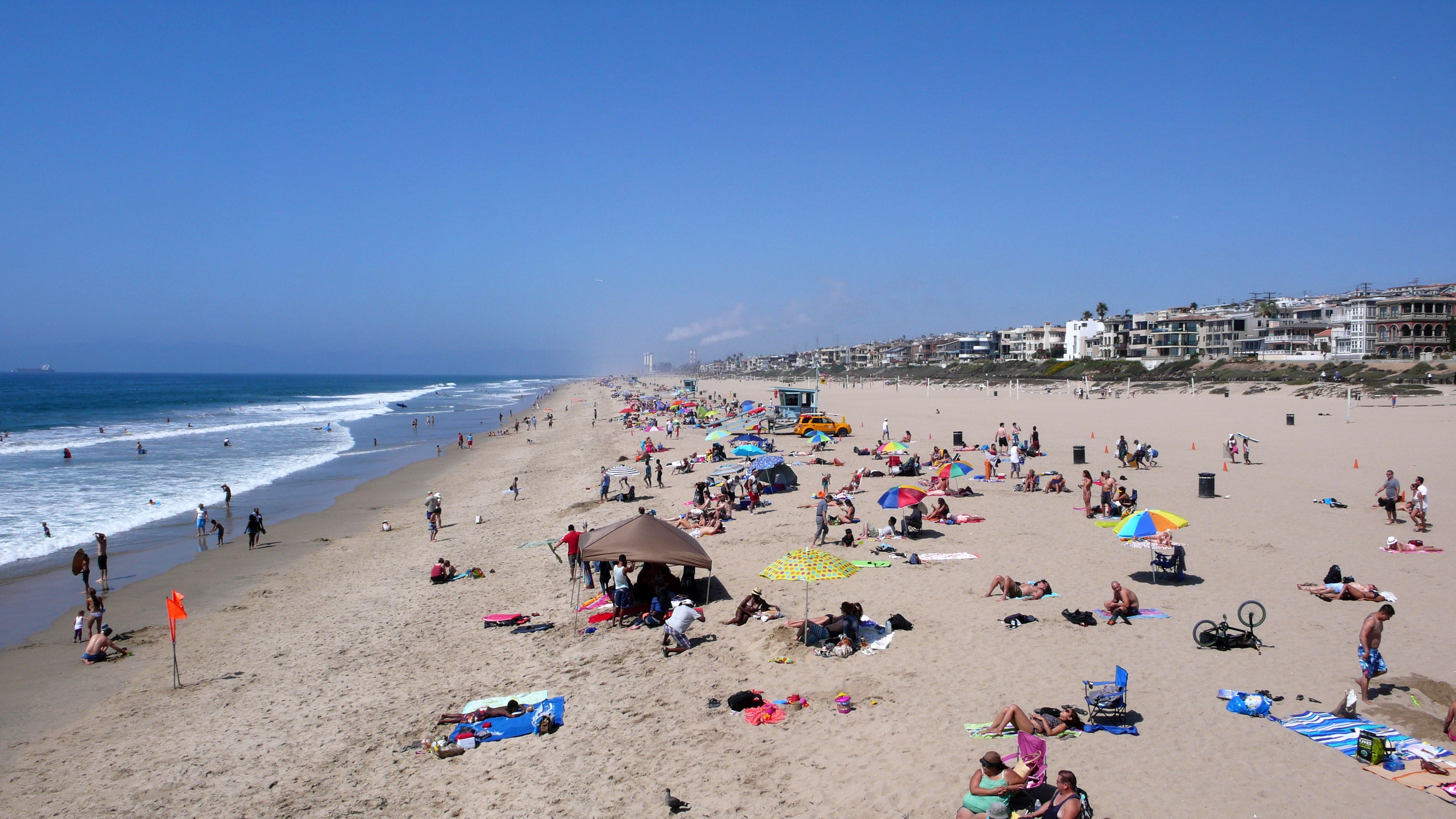
Městská pláž
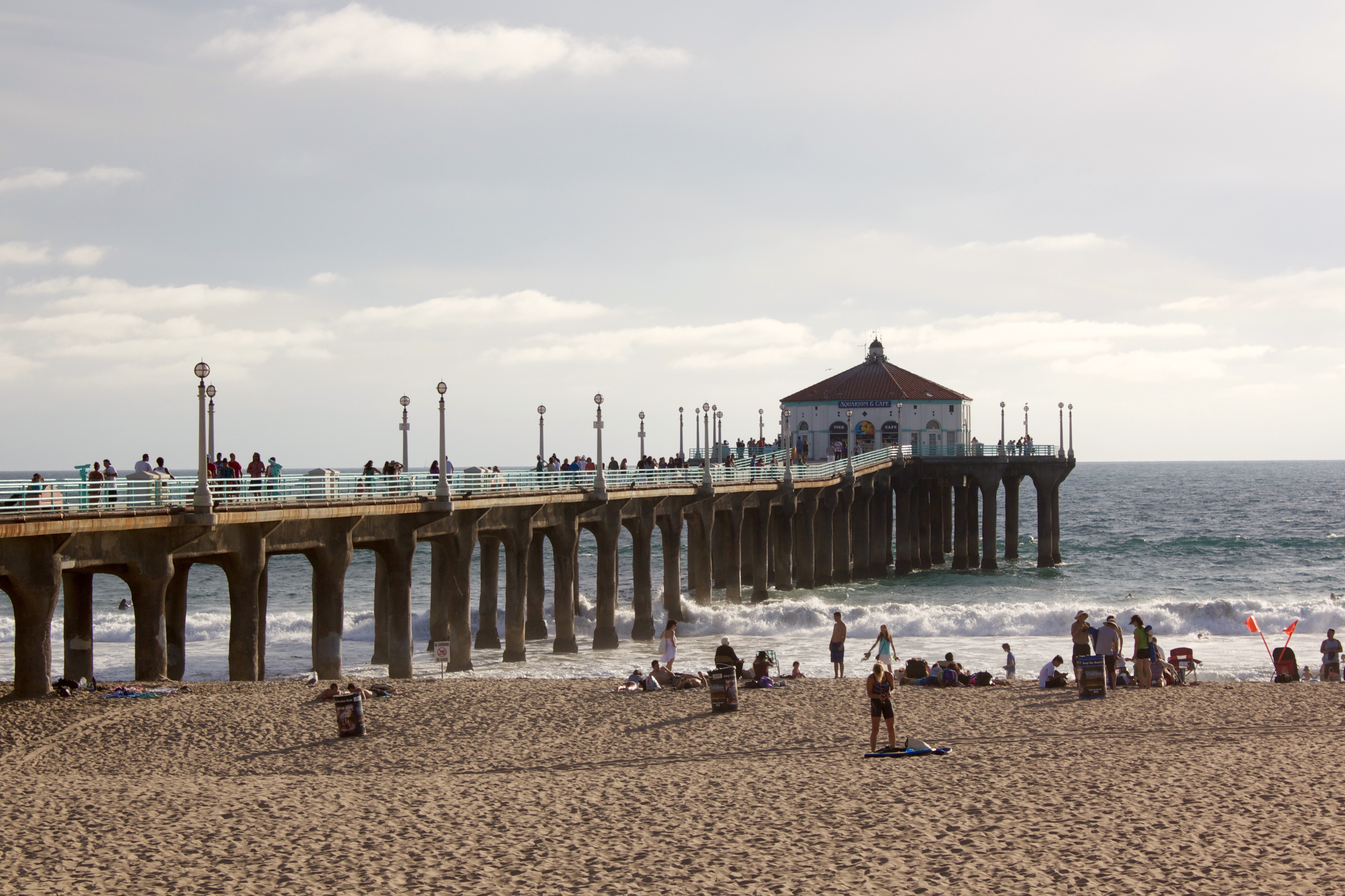
Městské molo